# Stephania oblata
Stephania oblata är en tvåhjärtbladig växtart som beskrevs av William Grant Craib. Stephania oblata ingår i släktet Stephania och familjen Menispermaceae. Inga underarter finns listade i Catalogue of Life.